# Дейл, Лилия
Лилия Дейл (наст. Коралин Хенд, род.18 июля 1919, Пула) — итальянская актриса.

## Биография
Кинокарьера Лилии Дейл оказалась крайне непродолжительной: она снималась в промежутке с 1937 по 1940 годы.
В некоторых фильмах появлялась под псевдонимами Адонелла и Лили Хенд.
Родилась в Пуле (Хорватия), её отцом был австриец. Дебютировала в 1937 году, в роли Пуччи в фильме Марио Камерини Синьор Макс с Витторио Де Сика в главной роли.
В 1938 году появилась в картине Марио Маттоли Nonna Felicità с Диной Джалли и Армандо Фалькони.
В 1939 году снялась в четырёх фильмах.
Из них следует выделить комедию Карло Людовико Браджалия Animali pazzi, в которой партнёром Дейл по съёмочной площадке стал знаменитый комик Тото.
В следующем, 1940 году актриса появилась в роли Денизы в экранизации оперы Пуччини «Манон Леско», поставленной Кармине Галлоне с Алидой Валли в главной роли.
Заключительной работой Лилии Дейл в кино стала роль Нинон в фильме Макса Нойфельда Taverna rossa (1940), также с Алидой Валли.
Вслед за этим она исчезает с экрана, сведения о её дальнейшей судьбе отсутствуют.

## Избранная фильмография
- Il signor Max, di Mario Camerini (1937).
- Nonna Felicità, di Mario Mattoli (1938).
- Animali Pazzi, di C. L. Bragaglia (1939).
- Taverna Rossa, di Max Neufeld (1940).
- Manon Lescaut, di Carmine Gallone (1940).